# Raunheim
Raunheim település Németországban, Hessen tartományban. Lakosainak száma 16 564 fő (2023. december 31.).

## Népesség
A település népességének változása:
| Lakosok száma | 16 149 | 16 284 | 16 137 | 16 542 | 16 564 |
|               | 2017   | 2019   | 2021   | 2022   | 2023   |